# 弦楽四重奏曲第3番 (グバイドゥーリナ)
弦楽四重奏曲第3番は、ロシアの作曲家、ソフィア・グバイドゥーリナが1987年に作曲した弦楽四重奏曲である。作品はアルディーティ弦楽四重奏団からの委嘱で制作された。演奏時間は約15分。